# Leichtathletik-Europameisterschaften 2012/5000 m der Frauen

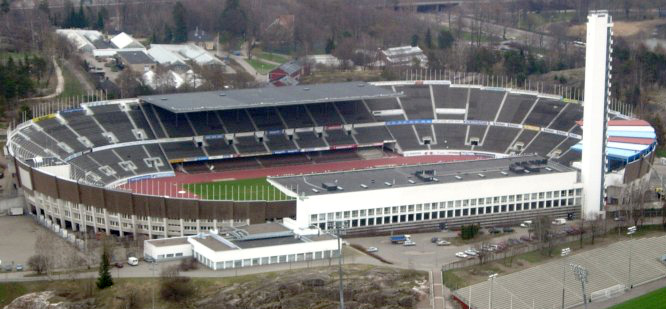
Das Olympiastadion Olympiastadion Helsinki im Jahr 2005

Der 5000-Meter-Lauf der Frauen bei den Leichtathletik-Europameisterschaften 2012 wurde am 28. Juni 2012 im Olympiastadion der finnischen Hauptstadt Helsinki ausgetragen.
Europameisterin wurde die Russin Olga Golowkina. Wie schon 2010 errang die Portugiesin Sara Moreira die Silbermedaille. Die Britin Julia Bleasdale belegte Rang drei.

## Bestehende Rekorde
| Weltrekord           | 14:11,15 min | Tirunesh Dibaba    | Oslo, Norwegen        | 6. Juni 2008   |
| Europarekord         | 14:23,75 min | Lilija Schobuchowa | Kasan, Russland       | 19. Juli 2008  |
| Meisterschaftsrekord | 14:54,44 min | Elvan Abeylegesse  | EM Barcelona, Spanien | 1. August 2010 |

Der bestehende EM-Rekord wurde bei diesen Europameisterschaften nicht erreicht. Die Marke von fünfzehn Minuten wurde nicht unterboten. Mit ihrer Siegzeit von 15:11,70 min blieb die russische Europameisterin Olga Golowkina 17,26 s über dem Rekord. Zum Europarekord fehlten ihr 47,95 s, zum Weltrekord 1:00,55 min.

## Doping
In diesem Wettbewerb gab es zwei Dopingfälle:
- Ljudmyla Kowalenko (Ukraine), zunächst Zweite, wurde wegen Abweichungen in ihrem Biologischen Pass vom 27. Juni 2012 bis 10. April 2016 gesperrt, ihre Ergebnisse von diesen Europameisterschaften wurden rückwirkend annulliert.[3]
- Swetlana Kirejewa (Russland), zunächst Siebte, wurde wegen Abweichungen in ihrem Biologischen Pass vom 27. Juni 2012 bis 10. April 2016 gesperrt, ihre Ergebnisse von diesen Europameisterschaften wurden rückwirkend annulliert.[4]

Leidtragende war hier vor allem die Britin Julia Bleasdale, die als zunächst Viertplatzierte nicht an der Siegerehrung teilnehmen konnte und ihre Medaille erst viel später erhielt.

## Durchführung
Bei nur 21 Teilnehmerinnen entfielen die Vorläufe, alle Läuferinnen bestritten gemeinsam das Finale.

## Legende
Kurze Übersicht zur Bedeutung der Symbolik – so üblicherweise auch in sonstigen Veröffentlichungen verwendet:
| DNF | Wettkampf nicht beendet (did not finish) |
| DOP | wegen Dopingvergehens disqualifiziert    |

## Resultat

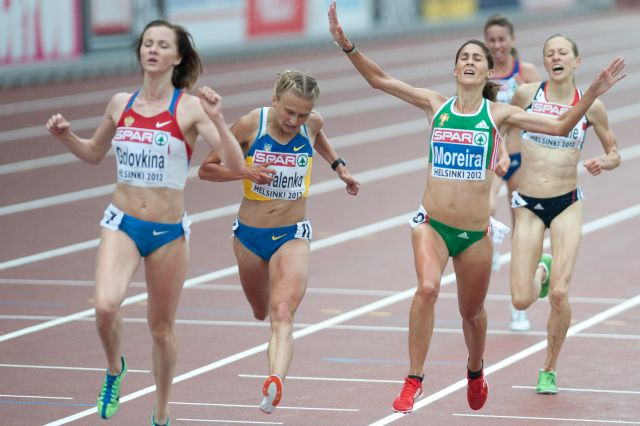
5000-Meter-Zieleinlauf

28. Juni 2012, 17:35 Uhr
| Platz | Name               | Nation         | Zeit (min) |
| ----- | ------------------ | -------------- | ---------- |
| 1     | Olga Golowkina     | Russland       | 15:11,70   |
| 2     | Sara Moreira       | Portugal       | 15:12,05   |
| 3     | Julia Bleasdale    | Großbritannien | 15:12,77   |
| 4     | Roxana Bârcă       | Rumänien       | 15:13,40   |
| 5     | Nadia Ejjafini     | Italien        | 15:16,54   |
| 6     | Almenesh Belete    | Belgien        | 15:22,15   |
| 7     | Elena Romagnolo    | Italien        | 15:24,38   |
| 8     | Judith Plá         | Spanien        | 15:27,62   |
| 9     | Dudu Karakaya      | Türkei         | 15:29,71   |
| 10    | Christine Bardelle | Frankreich     | 15:33,49   |
| 11    | Barbara Maveau     | Belgien        | 15:33,68   |
| 12    | Layes Abdullayeva  | Aserbaidschan  | 15:33,88   |
| 13    | Silvia Weissteiner | Italien        | 15:39,23   |
| 14    | Helen Clitheroe    | Großbritannien | 15:49,13   |
| 15    | Maren Kock         | Deutschland    | 15:52,74   |
| 16    | Lidia Rodríguez    | Spanien        | 16:07,73   |
| DNF   | Fadime Suna        | Türkei         |            |
| DNF   | Sabine Fischer     | Schweiz        |            |
| DNF   | Johanna Lehtinen   | Finnland       |            |
| DOP   | Ljudmyla Kowalenko | Ukraine        | 15:12,03   |
| DOP   | Swetlana Kirejewa  | Russland       | 15:19,55   |

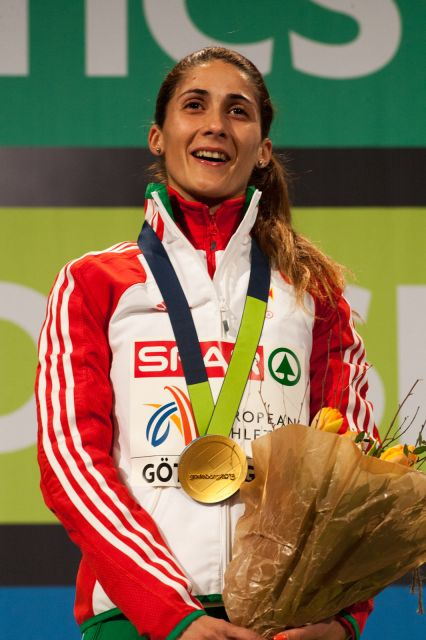
Silbermedaillengewinnerin Sara Moreira
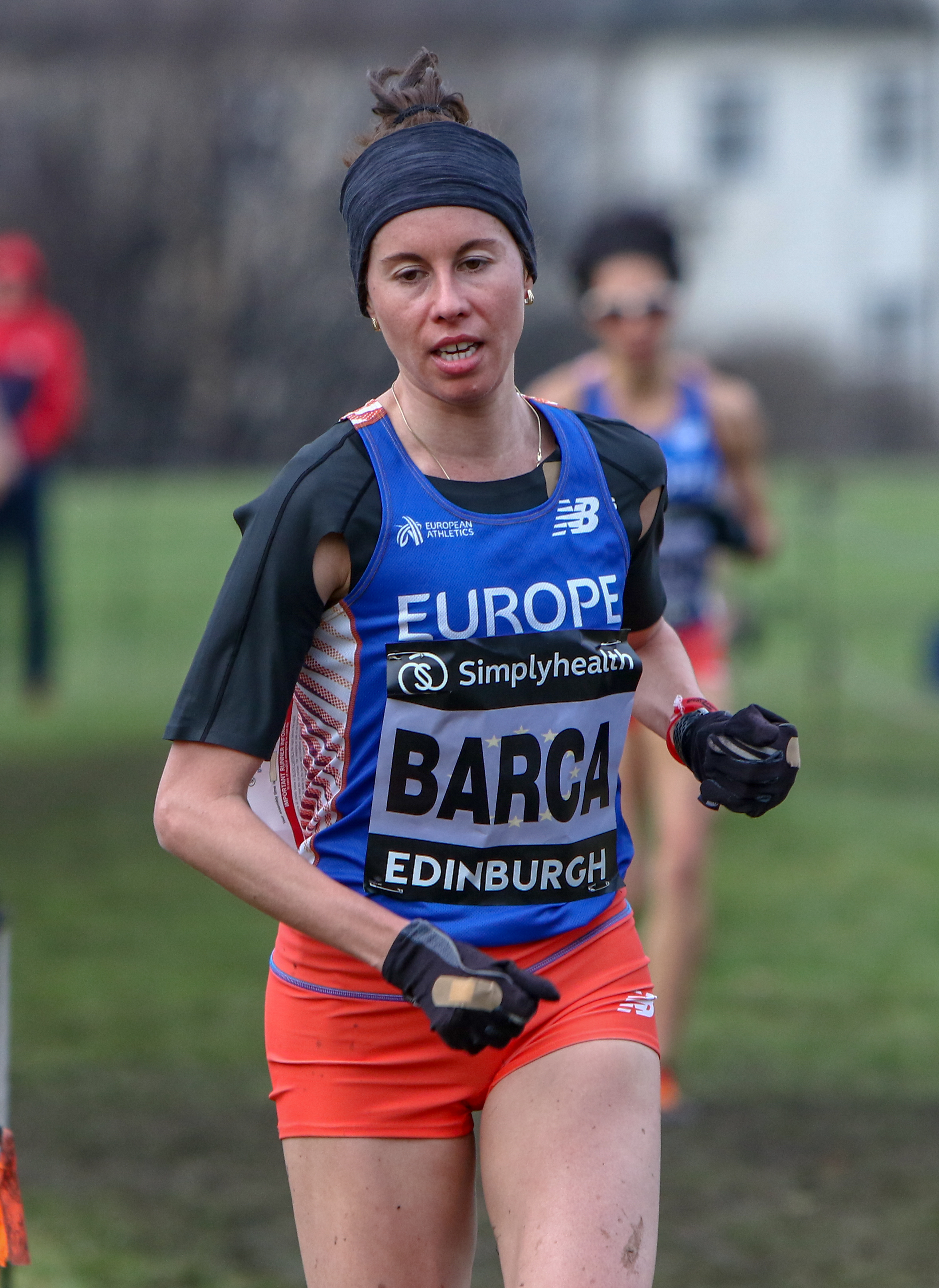
Roxana Bârcă – Rang vier
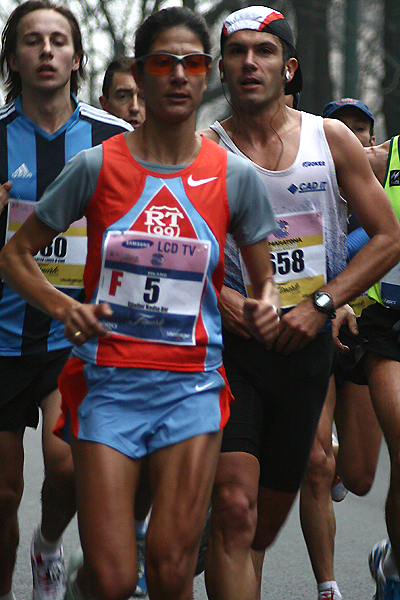
Nadia Ejjafini belegte den fünften Platz, drei Tage später konnte sie das Rennen über 10.000 Meter nicht beenden
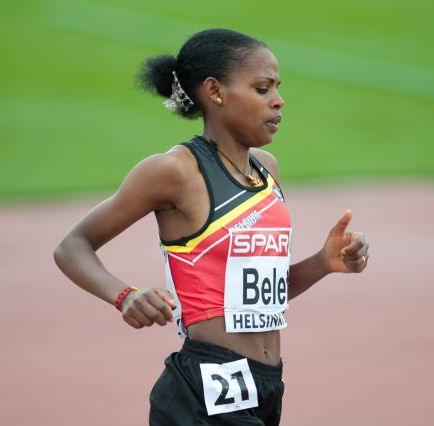
Almensh Belete wurde Sechste in diesem Finale

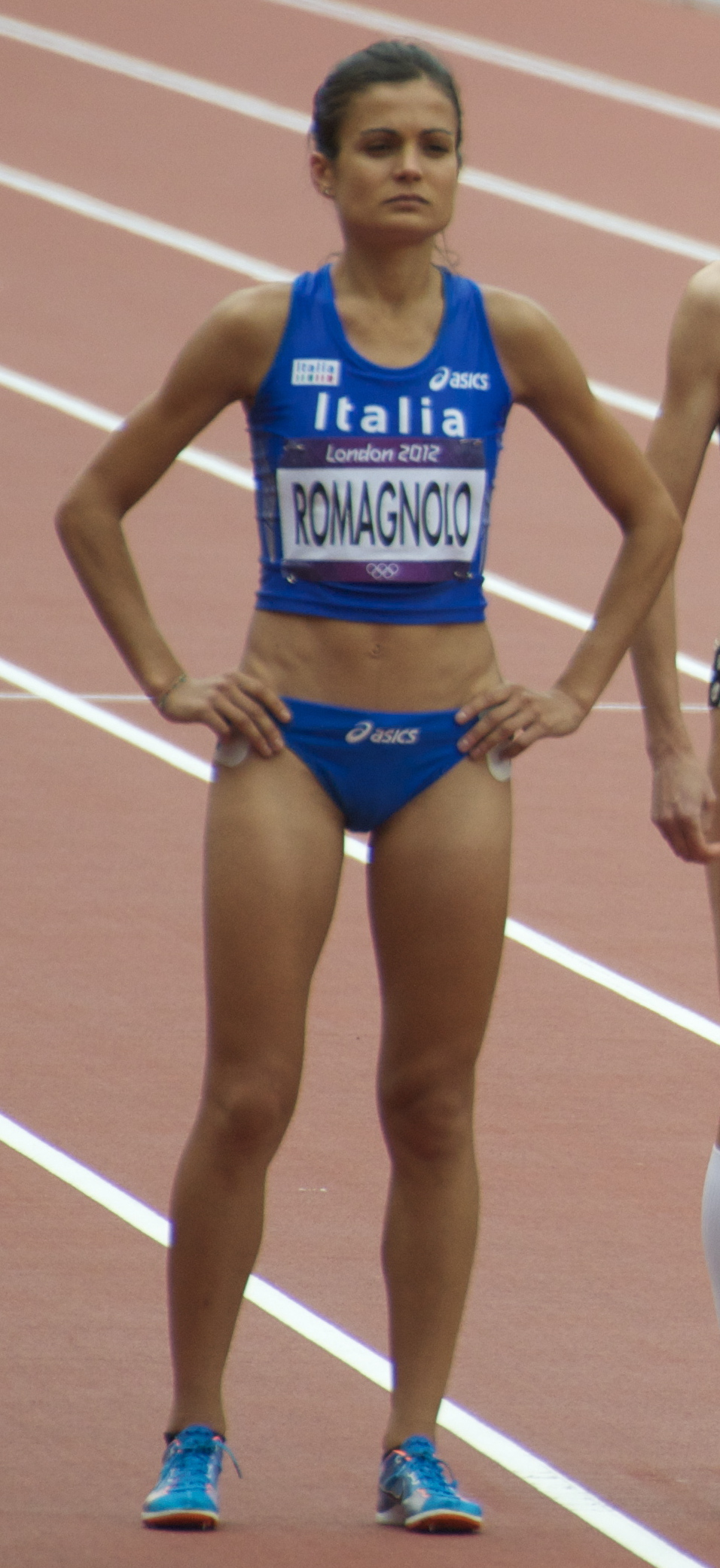
Die siebtplatzierte Elena Romagnolo, die drei Tage später Rang acht über 10.000 Meter erreichte
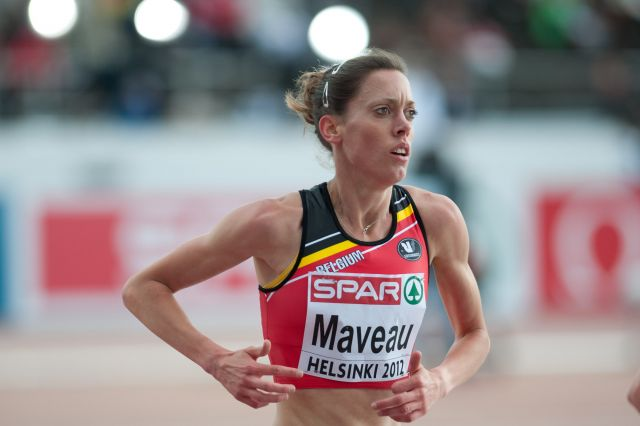
Barbara Maveau erreichte Rang zwölf
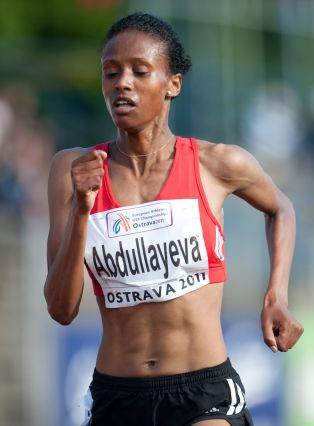
Layes Abdullayeva kam auf den dreizehnten Platz
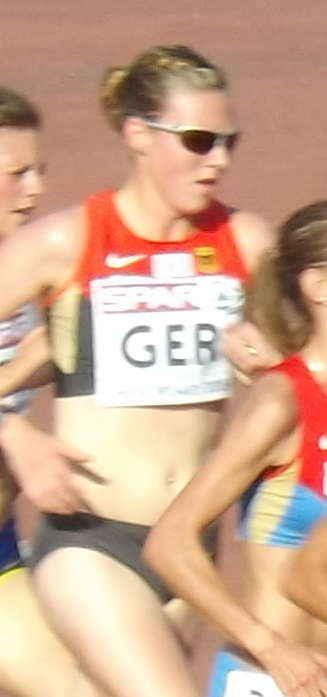
Maren Kock – Rang fünfzehn

## Videolink
- Helsinki 2012 European Championships 'second waltz' youtube.com, abgerufen am 2. März 2023